# Vladimir Arseniev
Vladimir Klavdievici Arseniev, FRGS (în limba rusă Влади́мир Кла́вдиевич Арсе́ньев; n. 29 august/10 septembrie 1872, Sankt Petersburg, Imperiul Rus – d. 4 septembrie 1930, Vladivostok, RSFS Rusă, URSS) a fost un explorator al Orientului Îndepărtat al Imperiului Rus și mai târziu al Uniunii Sovietice, care și-a povestit călătoriile într-o serie de cărți – По Уссурийскому Краю („De-a lungul ținutului Ussuri”) (1921) și Дерсу Узала („Dersu Uzala”) (1923) – care povestesc călătoriile sale militare în bazinul Ussuri cu Dersu Uzala, un vânător autohton, dintre anii 1902 și 1907. El a fost primul care a descris numeroase specii de floră siberiană și stilul de viață al popoarelor etnice autohtone.

## Tinerețea

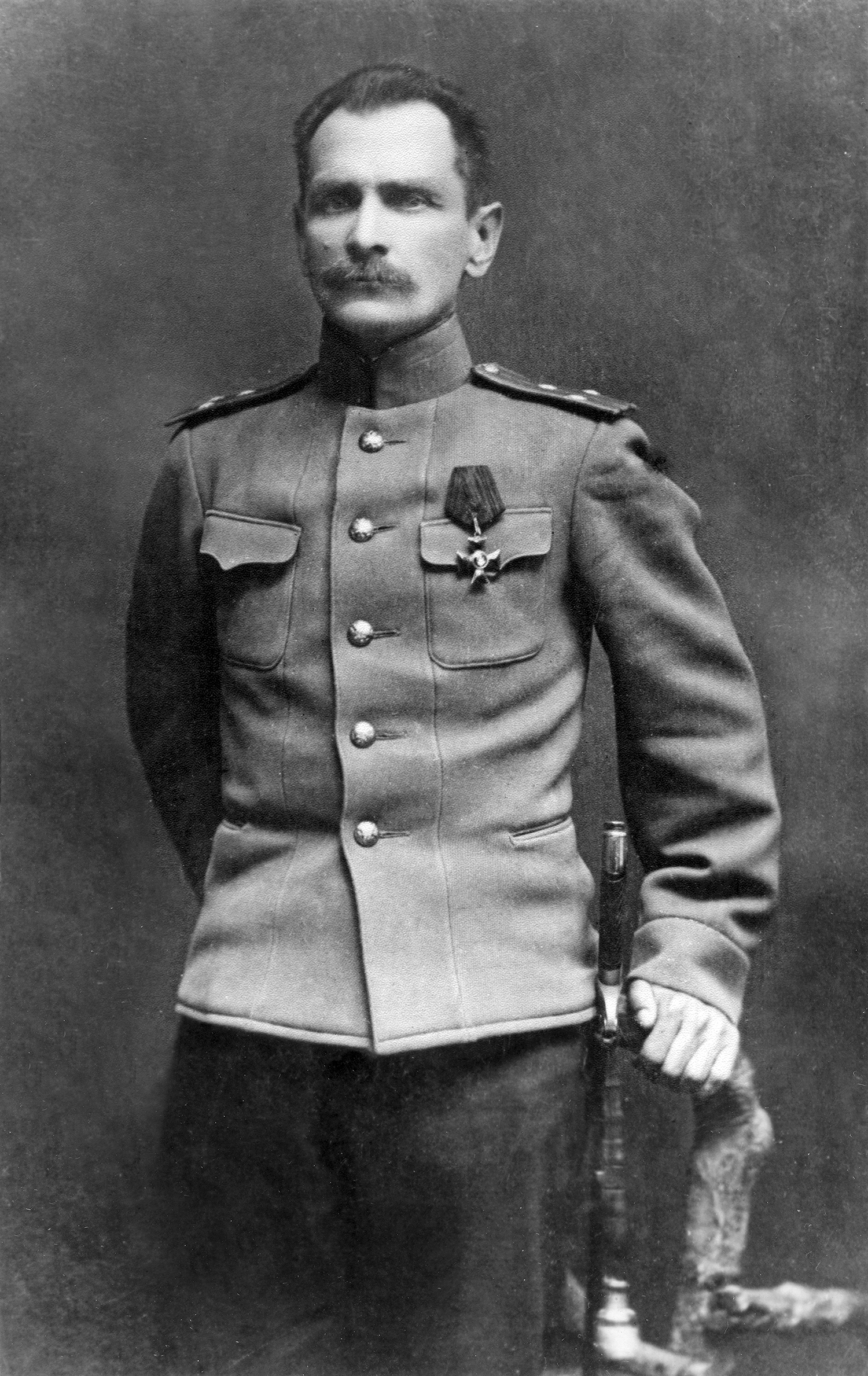
Locotenent-colonelul Arseniev în 1917

Arseniev s-a născut la Sankt Petersburg, în Imperiul Rus. Tatăl său, născut iobag, a devenit șeful Căii Ferate din Moscova. După o educație militară, Arseniev și-a început expedițiile în pădurile din Orientul Îndepărtat. A trăit în Vladivostok în anii războiului civil rus și a fost comisar pentru minoritățile etnice al Republicii independente din Orientul Îndepărtat. După ce Republica din Orientul Îndepărtat a fost absorbită de Rusia sovietică în 1922, Arseniev a refuzat să emigreze și a rămas la Vladivostok.

## Munca

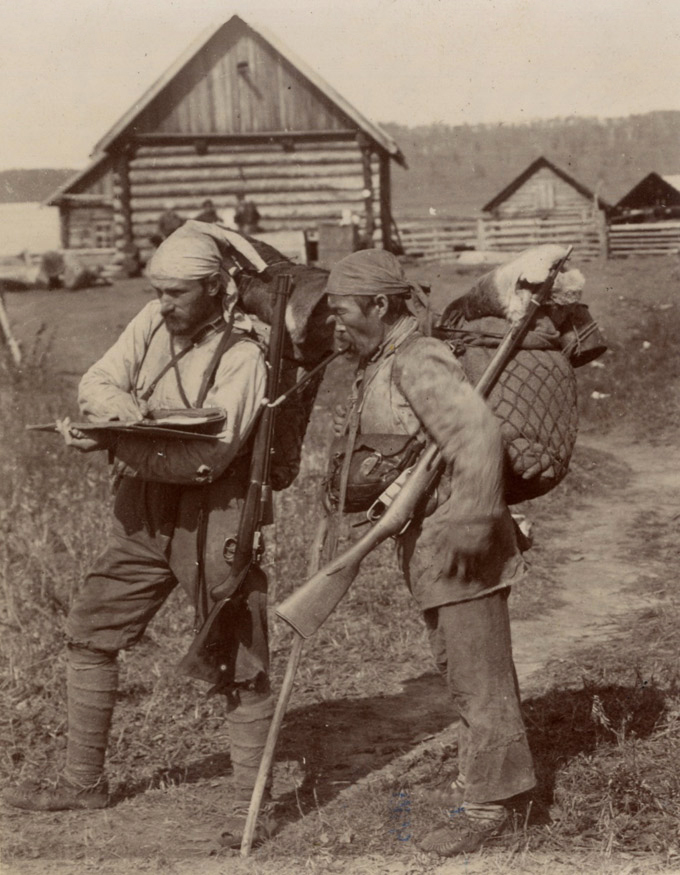
Arseniev și Dersu Uzala.

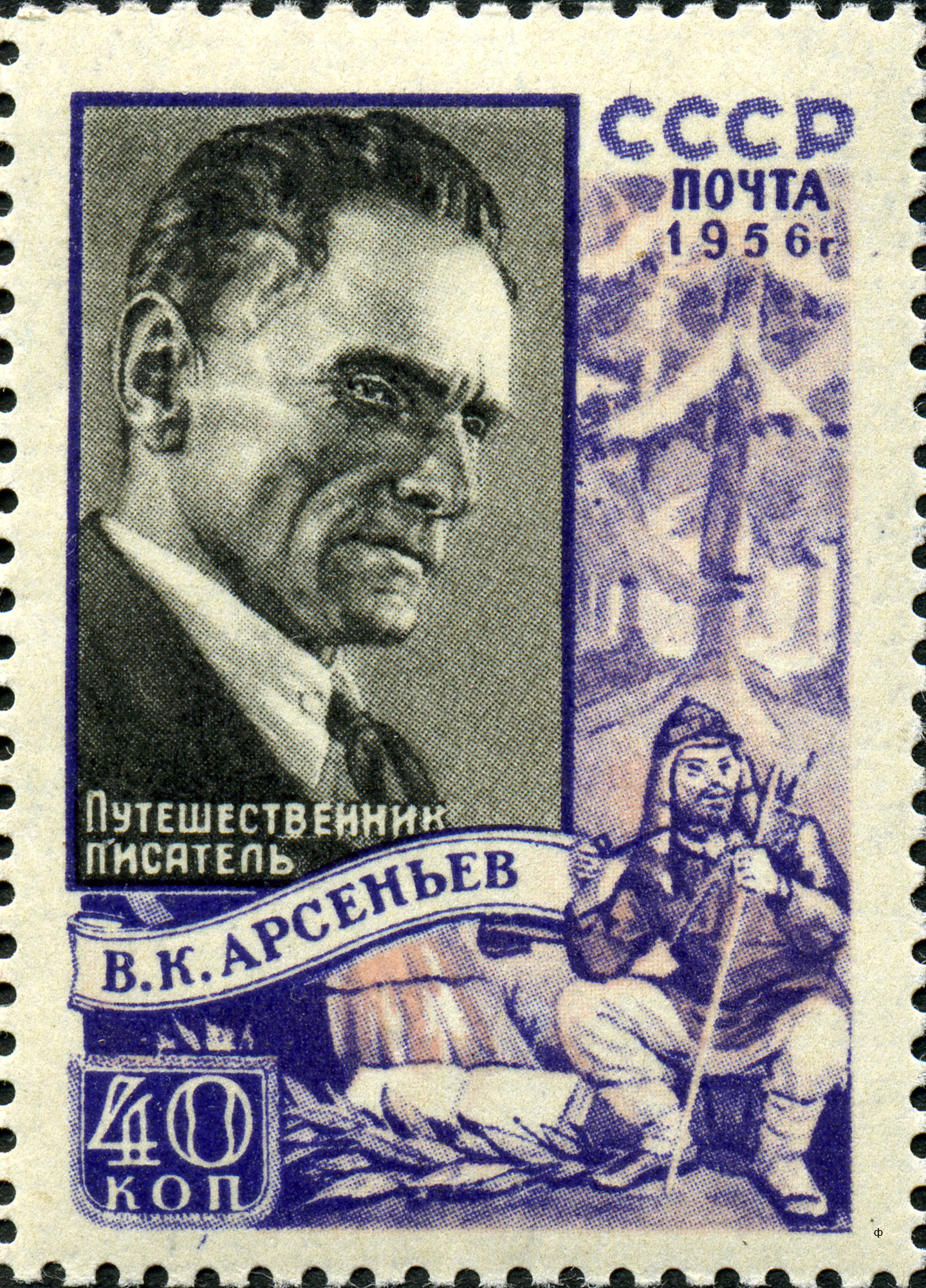
Тimbru poștal sovietic din 1956, comemorându-l pe Vladimir Arseniev.

Arseniev a devenit cunoscut deoarece a scris multe cărți despre explorările sale, inclusiv aproximativ 60 de lucrări despre geografia, fauna sălbatică și etnografia regiunilor prin care a călătorit. Cea mai faimoasă carte a lui Arseniev, Dersu Uzala, este un memoriu a trei expediții în taigaua (pădurea) ussuriană din Asia de Nord, de-a lungul Mării Japoniei, și înspre nord până la Vladivostok. Cartea poartă numele ghidului lui Arseniev, un ussurian originar din tribul Goldi⁠(d) (denumit astăzi „poporul Nanai”). Mai târziu, cartea a fost transformată în două filme, unul realizat de regizorul sovietic Agasi Babaian în 1961, iar celălalt de regizorul japonez Akira Kurosawa în 1975. Filmul realizat de Kurosawa, denumit Vânătorul din taiga, a câștigat în acel an premiul Oscar pentru cel mai bun film străin. A treia carte a trilogiei lui Arseniev, În munții Sihote-Alin, a fost publicată postum în 1937.
Cărțile lui Arseniev au fost traduse în mai multe limbi, inclusiv engleză, germană, franceză, spaniolă, japoneză, română și multe altele. „Trilogia Dersu Uzala” a fost tradusă pentru prima dată în 1924 în germană, ca un set în două volume (In der Wildnis Ostsibiriens). Mai recent, în 2016, a fost tradusă în engleză o ediție necenzurată și adnotată a cărții din 1921, sub numele Across the Ussuri Kray.

## Viața personală
Arseniev a murit în 1930 la Vladivostok, la vârsta de 57 de ani. Văduva sa, Margarita Nikolaevna Arsenieva, a fost arestată în 1934 și din nou în 1937, după ce a fost acuzată de a fi membru al unei organizații clandestine de spioni și sabotori condusă de răposatul ei soț. Ședința de judecată militară a cauzei (21 august 1938) a durat zece minute și a rezultat în condamnarea ei la moarte. A fost executată imediat. Fiica lui Arseniev, Natalya, a fost, de asemenea, arestată în aprilie 1941, condamnată și trimisă la Gulag.

## Moștenire
Casa familiei lui Arseniev din Vladivostok a fost transformată în muzeu. Arseniev, un oraș situat în ținutul Primorie, a fost numit după el. În 2018, Aeroportul Internațional Vladivostok a fost redenumit după el.

## Lucrări
- По Уссурийскому краю (Дерсу Узала). Путешествие в горную область "Сихотэ-Алинь" (Po Ussuriiskomu kraiu) (Vladivostok 1921), prima carte din trilogia Dersu Uzala.
- Дерсу Узала Из воспоминаний о путешествиях по Уссурийскому краю в 1907 г. Владивосток (Dersu Uzala) (1923)
- „Dersu Uzala” tradus în engleză de Malcolm Burr ca „Dersu the trapper”. Kingston, N.Y.: McPherson & Company, 1996.
- В горах Сихотэ-Алиня (În munții Sihote-Alin), a treia carte a trilogiei Dersu-Uzala, publicată postum în 1937.[14]
- Мифы, легенды, предания и сказки народов Дальнего Востока ( Mifî, leghendî, predaniia i skazki narodov Dalnego Vostoka) (Mituri, legende, tradiții și fabule ale popoarelor din Orientul Îndepărtat). Serie de monografii, Institutul Internațional de Studii Etnolingvistice și Orientale (IIEOS), ISSN 1230-3283 ; 10, ISBN: 83-902273-4-7